# Josep Alert i Puig
Josep Alert i Puig (Igualada, Anoia, 1966) és un historiador, periodista i escriptor català.
Llicenciat en Geografia i Història per la Universitat de Barcelona el 1990, va exercir tasques periodístiques en mitjans locals i comarcals i ha treballat com a dinamitzador comunitari i tècnic de cultura en l'àmbit municipal. Ha participat en diferents projectes relacionats amb la memòria històrica, el patrimoni, el turisme i la gestió cultural. L'any 2013, per encàrrec de l'Ajuntament de Manresa, va coordinar el programa del centenari de Joaquim Amat-Piniella. Darrerament, treballa en l'àmbit de l'ensenyament.
Entre les seves publicacions es troben els llibres La Séquia de Manresa(2014), escrit juntament amb Pol Huguet, La Barcelona jueva. 10 camins a l'entorn d'un canal medieval (2014), i l'opuscle editat per la Institució de les Lletres Catalanes, i escrit conjuntament amb Joaquim Aloy, Joaquim Amat-Piniella (2015). L'any 2021 va publicar també la guia «Viatge per la Catalunya ignasiana», que identifica els escenaris de la transformació de Sant Ignasi de Loyola a Manresa, Montserrat i Barcelona.

## Reconeixements
L'any 2014 va guanyar els Premi Bonaplata de Promoció del Turisme, pel llibre “La séquia de Manresa. 10 camins a l'entorn d'un canal medieval”.
L'any 2019 va guanyar el premi Pare Ignasi Puig dels Premis Lacetània per un projecte sobre patrimoni de la Barcelona ignasiana, L'obra, que porta per títol: Proposta de buidatge bibliogràfic per a la posada en valor del patrimoni de la Barcelona ignasiana: elements per a la construcció d'un relat, és un compendi molt exhaustiu de recursos historiogràfics, bibliogràfics, documentals i de localitzacions en relació amb les estades i vinculació de Sant Ignasi a la ciutat de Barcelona, que pot servir per a possibles propostes de difusió i dinamització turística.